# Skint Records
Skint Records est un label discographique de dance basé à Brighton and Hove, en Angleterre, au Royaume-Uni.

## Histoire
Skint Records est un label de dance basé à Brighton and Hove, détenu par JC Reid, Tim Jeffery et Damian Harris. Il est fondé en tant que sous-label de Loaded Records, également fondé par Reid et Jeffery. Avec Wall of Sound, le label est l'un des leaders de la scène musicale big beat du milieu à la fin des années 1990.
À cette époque, le label compte parmi ses membres Fatboy Slim, Hardknox, Indian Ropeman, FreQ Nasty et X-Press 2. Vers la fin des années 1990 et au début du XXIe siècle, le label élargit sa gamme de sorties pour y inclure des morceaux plus axés sur la house. L'exemple le plus marquant est Lazy de X-Press 2, qui se classe à la deuxième place du UK Singles Chart. Il compte également des sorties de Dave Clarke, ainsi que d'artistes aussi divers que Lucky Jim, FreQ Nasty, FC Kahuna, Bentley Rhythm Ace, REQ et Ralfe Band. L'un des groupes phares du label est les Lo-Fidelity Allstars, qui changent et diversifient leur style en même temps que le label.
Skint est le principal sponsor du Brighton and Hove Albion F.C. pendant neuf ans, jusqu'à ce que la relation prenne fin en 2008, l'un des plus longs contrats de sponsoring de la ligue de football. Le nom Skint n'apparaît pas systématiquement sur tous les maillots de Brighton and Hove, avec quelques variations dans le logo et même le remplacement complet du nom de l'entreprise par Palookaville sur l'un des modèles de maillots.
Skint a également un sous-label pour des sorties plus underground appelé Under 5's, qui fonctionne à l'origine entre 1997 et 2001, mais est relancé comme un label uniquement numérique en 2009 pour accueillir de nouveaux artistes tels que Linton Brown, Kinzy et Rory Hoy.
En 2002, Skint sort une compilation, We Are Skint, comprenant des titres des artistes du label. Entre 1996 et 1998, Skint sort une série d'albums, Brassic Beats, contenant également des chansons du label, mais toutes les chansons étaient nouvelles, et il ne s'agissait donc pas d'une série de compilation.
Skint Records a un album numéro un au Royaume-Uni, You've Come a Long Way, Baby (1998) de Fatboy Slim, et donne également naissance à l'éphémère « intelligent big beat », inauguré par des albums tels que REQ's One et Lo-Fidelity Allstars's How to Operate with a Blown Mind.
En avril 2014, BMG Rights Management acquiert Skint Records, qui était auparavant distribué par Sony Music Entertainment au niveau international.